# San Miguel del Puerto
San Miguel del Puerto là một đô thị thuộc bang Oaxaca, México. Năm 2005, dân số của đô thị này là 7510 người.